# Cisai-Saint-Aubin
Cisai-Saint-Aubin ist eine französische Gemeinde mit 181 Einwohnern (Stand: 1. Januar 2022) im Département Orne in der Region Normandie. Sie gehört zum Arrondissement Mortagne-au-Perche und zum Kanton Vimoutiers. 
Nachbargemeinden sind Gacé im Nordwesten, Saint-Evroult-de-Montfort im Norden, La Trinité-des-Laitiers im Nordosten, Saint-Evroult-Notre-Dame-du-Bois und Échauffour im Südosten, Orgères im Südwesten und Coulmer im Westen.

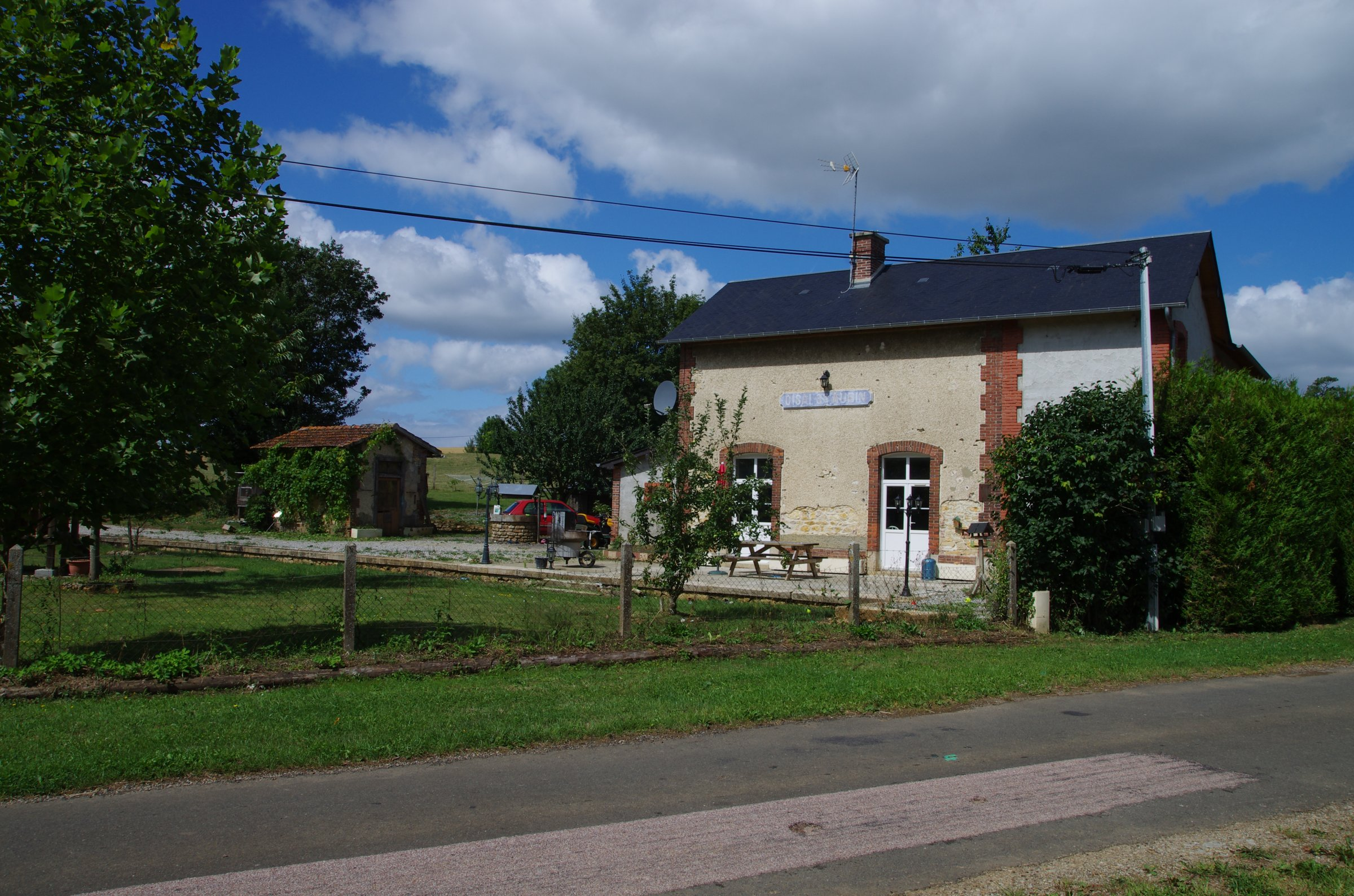
Stillgelegter Bahnhof in Cisai

## Bevölkerungsentwicklung
| Jahr      | 1962 | 1968 | 1975 | 1982 | 1990 | 1999 | 2008 | 2015 |
| --------- | ---- | ---- | ---- | ---- | ---- | ---- | ---- | ---- |
| Einwohner | 234  | 230  | 185  | 184  | 175  | 175  | 190  | 159  |